# Contrat d'adhésion
Le contrat d'adhésion est  un contrat où l'une des parties propose un ensemble de clauses contractuelles non négociables à son cocontractant, que ce dernier doit accepter ou refuser en bloc.

## Droit français
Aux termes de l'article 1110 al.2 du code civil, le contrat d'adhésion est « celui dont les conditions générales, soustraites à la négociation, sont déterminées à l'avance par l'une des parties ». Ce type de contrat s'oppose au contrat de gré à gré dans lequel les stipulations sont librement négociées entre les parties.

## Droit québécois
En droit québécois, le Code civil du Québec définit le contrat d’adhésion à  l’art. 1379 C.c.Q. « Le contrat est d’adhésion lorsque les stipulations essentielles qu’il comporte ont été imposées par l’une des parties ou rédigées par elle, pour son compte ou suivant ses instructions, et qu’elles ne pouvaient être librement discutées ». L’esprit de cet article devrait être voué de protéger le faible contre le fort. La jurisprudence semble pour sa part se limiter à l’application des critères énoncés par l’article 1379. L’arrêt clé dans le domaine a été rendu par la Cour d’appel en 1999. Dans l’affaire Janin, la cour a clairement indiqué que le législateur n’avait pas retenu le critère du rapport inégal de force entre les parties pour qualifier un contrat d’adhésion.